# Oricola
Oricola é uma comuna italiana da região dos Abruzos, província de Áquila, com cerca de 949 habitantes. Estende-se por uma área de 18 km², tendo uma densidade populacional de 53 hab/km². Faz fronteira com Arsoli (RM), Carsoli, Pereto, Riofreddo (RM), Rocca di Botte, Vallinfreda (RM), Vivaro Romano (RM).

## Demografia
| Variação demográfica do município entre 1861 e 2011                               |
|                                                                                   |
| Fonte: Istituto Nazionale di Statistica (ISTAT) - Elaboração gráfica da Wikipedia |